# Horus (escriptor)
Horus, en llatí Horus, en grec antic Ὦρος, fou un escriptor i gramàtic d'Alexandria a Egipte, esmentat per Suides.
Va ensenyar a Constantinoble i va escriure nombroses obres sobre temes gramaticals, que s'han perdut. Alguns l'identifiquen amb el gramàtic Horapol·lo, però Suides atribueix obres diferents a un i altre. Macrobi menciona un filòsof cínic de nom Horus, que era de ben segur un personatge diferent. De vegades se'l confon amb Orus de Milet.